# Rhys Murphy
Pour les articles homonymes, voir Murphy.
Rhys Murphy, né le 6 novembre 1990 à Shoreham-by-Sea, est un footballeur irlandais qui évolue au poste d'attaquant à Yeovil Town.

## Biographie

### En club
Formé à Arsenal, Rhys Murphy signe son premier contrat professionnel avec le club londonien en 2008. Il est prêté trois mois à Brentford le 24 novembre 2009 et prend part à six rencontres toutes compétitions confondues. À son retour à Londres, il signe un nouveau contrat de « longue durée » avec les Gunners.
Intégré à l'équipe réserve et inutilisé par Arsène Wenger, Murphy est prêté le 31 janvier 2012 à Preston North End (D3 anglaise) jusqu'à la fin de la saison.
Le 22 mai 2012, Arsenal annonce que l'attaquant irlandais est libéré à l'issue de son contrat, qui court jusqu'au 30 juin. 
Le 9 juin 2012, il signe un contrat d'une saison plus une seconde en option en faveur du SC Telstar (D2 néerlandaise), le transfert prenant effet le 1er juillet suivant.
Le 2 février 2015 il rejoint Oldham Athletic. Le 17 septembre 2015, il est prêté à Crawley Town. Après 16 matchs et 9 buts à Crawley, il est prêté de nouveau, cette fois-ci à AFC Wimbledon.
Le 31 janvier 2018, il rejoint Gillingham.

### En sélection
Finaliste du Championnat d'Europe des moins de 17 ans en 2007, Rhys Murphy est sélectionné pour disputer le Championnat d'Europe des moins de 19 ans deux ans plus tard. L'Angleterre échoue une nouvelle fois en finale.
En novembre 2010, il déclare vouloir représenter l'Irlande et est convoqué pour la première fois en équipe d'Irlande espoirs en août 2011. Le 1er septembre suivant, il honore sa première sélection en espoirs face à la Hongrie. Il s'illustre en marquant le second but des Irlandais qui remportent le match 2-1.

## Palmarès

### En club
Yeovil Town
- Champion de la National League South en 2024

### En sélection
- Finaliste du Championnat d'Europe des moins de 17 ans en 2007
- Finaliste du Championnat d'Europe des moins de 19 ans en 2009.